# 2705 Wu
2705 Wu è un asteroide della fascia principale. Scoperto nel 1980, presenta un'orbita caratterizzata da un semiasse maggiore pari a 2,1901816 UA e da un'eccentricità di 0,1595522, inclinata di 4,52376° rispetto all'eclittica.